# Station Daigo (Kyoto)
Station Daigo (醍醐駅, Daigo-eki) is een metrostation in de wijk Fushimi-ku in de Japanse stad  Kyoto. Het wordt aangedaan door de Tōzai-lijn. Het station heeft twee sporen, gelegen aan een enkel eilandperron.

## Treindienst

### Metro van Kyoto
Het station heeft het nummer T03.
| 1 | ■ Tōzai-lijn | richting Yamashina, Karasuma Oike en Uzumasa Tenjingawa |
| 2 | ■ Tōzai-lijn | richting Rokujizō                                       |

## Geschiedenis
Het station werd in 1997 geopend.

## Overig openbaar vervoer
Er bevindt zich een busstation nabij het station.

## Stationsomgeving
- Paseo Daigo (multifunctioneel complex):
  - Al Plaza
  - McDonald's
  - Kentucky Fried Chicken
  - Baskin-Robbins
  - Centrale bibliotheek van Daigo
  - Yamada Denki (elektronicawinkel)
- Daigo-tempel
- Yamashina-rivier
- Ringweg van Kyoto
- 7-Eleven
- Circle-K

Rokujizō · Ishida · Daigo · Ono · Nagitsuji · Higashino · Yamashina · Misasagi · Keage · Higashiyama · Sanjō Keihan · Kyoto Shiyakusho-mae · Karasuma Oike · Nijōjō-mae · Nijō · Nishiōji Oike · Uzumasa Tenjingawa